# V легион "Чучулигите"
V легион „Чучулигите“ (Legio V Alaudae; Alauda, Alaudarum) е римски легион, основан през 52 пр.н.е. от Гай Юлий Цезар. През втората половина на 1 век не съществува повече.
Легионът е съставен от „чужденци“ през 52 пр.н.е. от Цезар с негови пари и действа в Нарбонска Галия. След като легионът е признат от Сената, легионерите получават римско гражданство.
Легионът участва в гражданската война и 49 пр.н.е. превзема град Корфиниум.
Сформиран оригинално от гали, Пети легион е известен с прозвището си заради крилатите шлемове на галските легионери. През 46 пр.н.е. те се отличават в Битката при Тапс, когато удържат на атаката на слоновете на цар Юба I и така легионът получава емблема си – слон.